# 27 km Zjeleznoj Dorogi Montsjegorsk–Olenja
27 km Zjeleznoj Dorogi Montsjegorsk–Olenja (Russisch: 27 км Железной Дороги Мончегорск–Оленья, vrij vertaald: "27 km aan de spoorlijn Montsjegorsk–Olenja") is een rurale nederzetting in het rechtsgebied van de stad Montsjegorsk, oblast Moermansk, Rusland, gelegen ten noorden van de noordpoolcirkel op het schiereiland Kola op een hoogte van 128 meter boven zeeniveau, op 27 km afstand van Olenegorsk. 27 km ligt circa twee kilometer verwijderd van de nederzetting 25 km.
De plaats ligt enkele km ten noorden van Montsjegorsk, er bevindt zich een militair garnizoen van de nabije luchtmachtbasis. Volgens de volkstelling van 2010 was het inwonertal 2359.

## Afbeeldingen

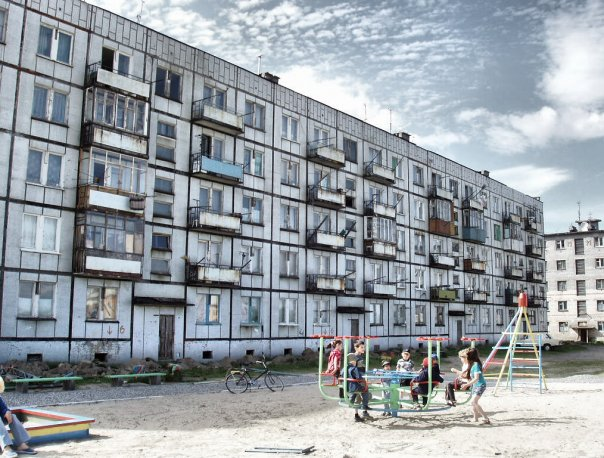
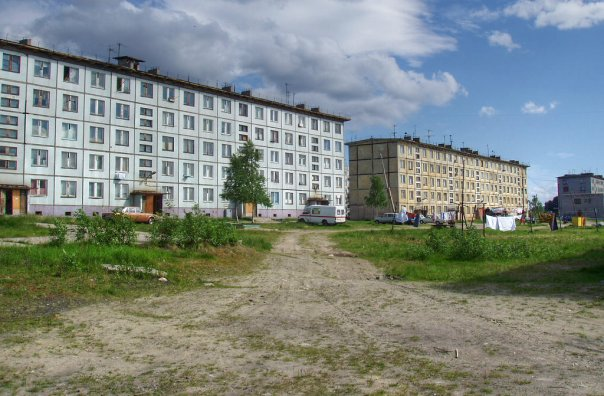
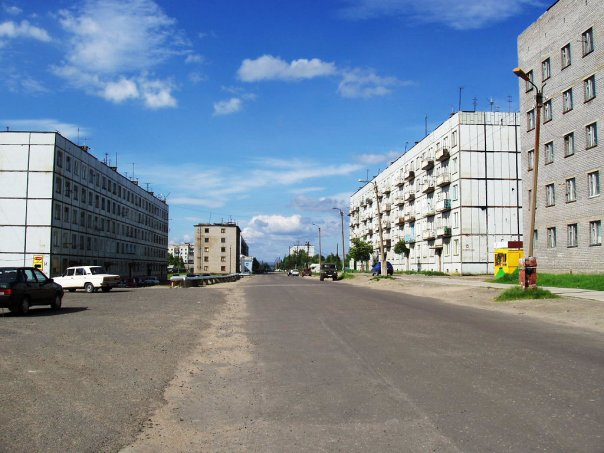
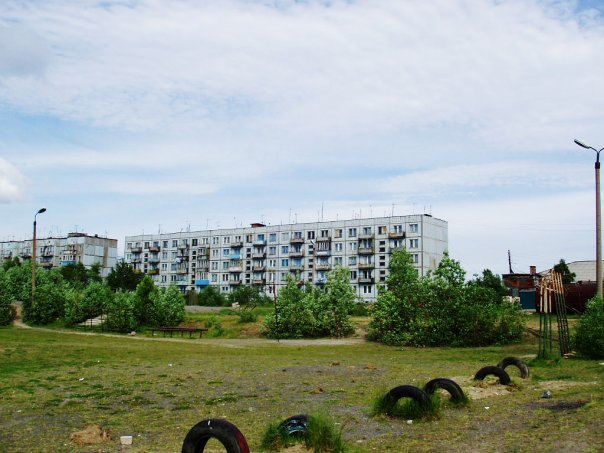